# Reichardia picroides
Reichardia picroides es una planta fanerógama, de la familia de las  Compuestas.

## Descripción
Es una hierba perennifolia, sin pelos ni verrugitas blancas como las de Reichardia tingitana, de un tono ligeramente glauco, de hasta medio metro de altura. Las hojas de la base están reunidas en una roseta y son oblongas, alargadas e irregularmente divididas. Las del tallo son pequeñas, enteras y sésiles.
Los capítulos están sostenidos por largos pedúnculos y están constituidos por flores amarillas, todas en forma de lengüeta, rodeadas por un involucro de unos 2 cm, con las brácteas inferiores en forma de corazón, con un borde membranoso más o menos translúcido, y las superiores lanceoladas . El fruto es un aquenio muy rugoso de unos 2 o 3 mm con vilano de finos pelos blancos no plumosos.

## Distribución y hábitat
Se encuentra en los prados y en los páramos de plantas anuales. Es muy común, sobre todo en zonas bajas en el dominio de los encinares de toda Cataluña.

## Posibilidad de confusión con otras especies
Esta planta se puede confundir con otras similares, con capítulos de flores amarillas liguladas, que viven en los mismos lugares y son también muy abundantes, principalmente varias plantas del género Picris, especies  del género Sonchus, y el diente de león. La confusión no conlleva ningún peligro ya que estas plantas no son tóxicas, pero no tienen las virtudes de la Reichardia picroides

## Uso gastronómico
Sus hojas son excelentes en ensaladas, solas o con otras plantas de primavera. Por su sabor ligeramente amargo, combinan bien con vinagretas agridulces.
Las hojas de esta planta son uno de los ingredientes del preboggion, mezcla de hierbas típica de la cocina de Liguria.

## Etimología
El nombre del género está dedicado al médico y botánico alemán Johann Jakob Reichard, y el epíteto deriva del griego eidos -en forma de-, y pikrís - por el parecido de esta planta con algunas del género Picris.

## Citología
Número de cromosomas de Reichardia picroides (Fam. Compositae) y táxones infraespecíficos

n=7; 2n=14.

## Sinonimia
- Hypochaeris hirta Ucria
- Picridium crassifolium Willk.
- Picridium maritimum Rchb.f.
- Picridium picroides (L.) H.Karst.
- Picridium prenanthoides B.D.Jacks.
- Picridium rupestre Pomel
- Picridium vulgare Desf.
- Reichardia integrifolia Moench
- Reichardia picroides var. maritima (Batt.) Maire
- Scorzonera picroides L. - basiónimo[3]

## Nombre común
- Castellano: cosconilla (4), cosconillo, lechuguilla dulce (7), lechuguino. Entre paréntesis, la frecuencia del vocablo en España.[2]

## Galería

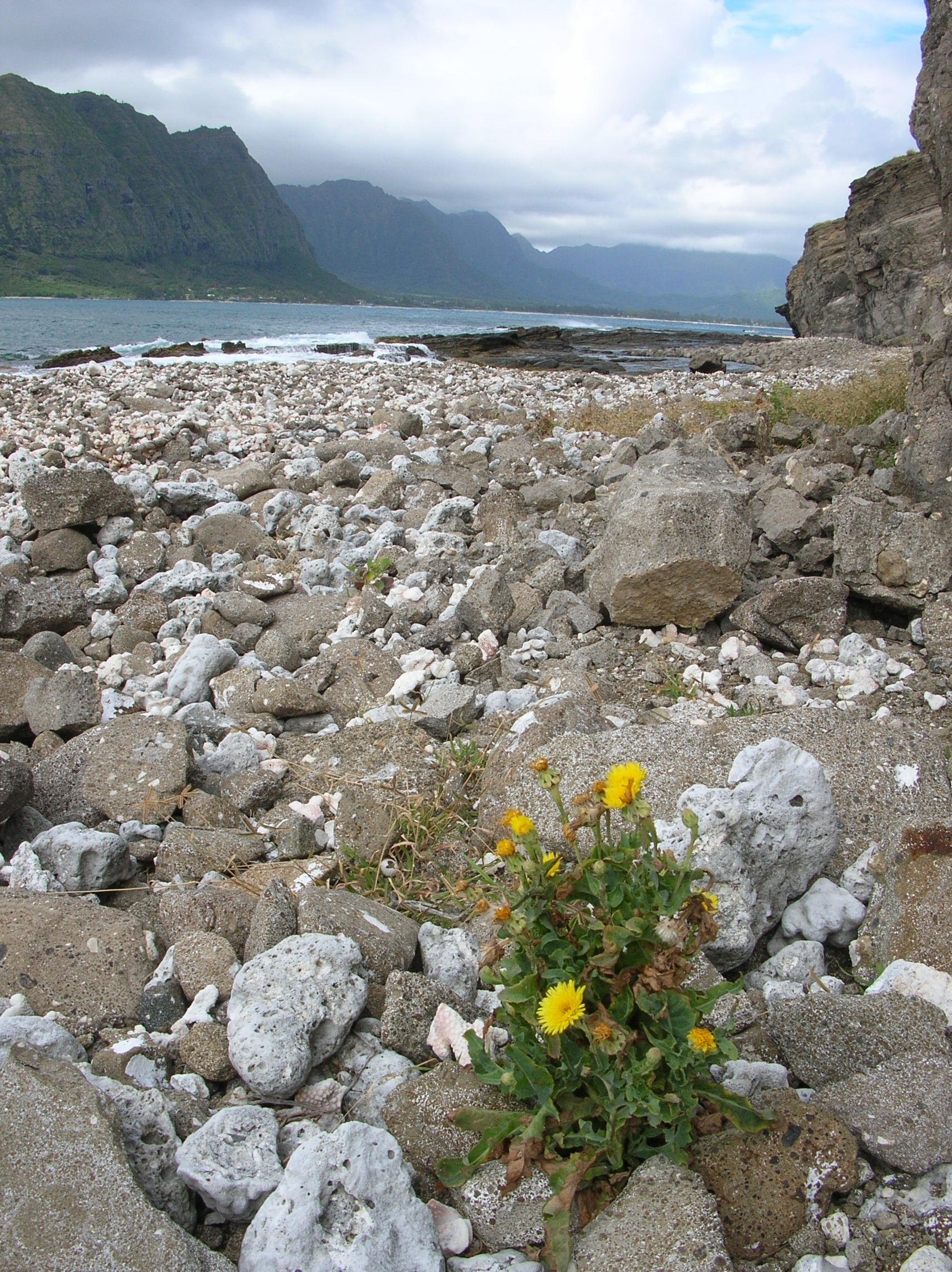
Hábitat
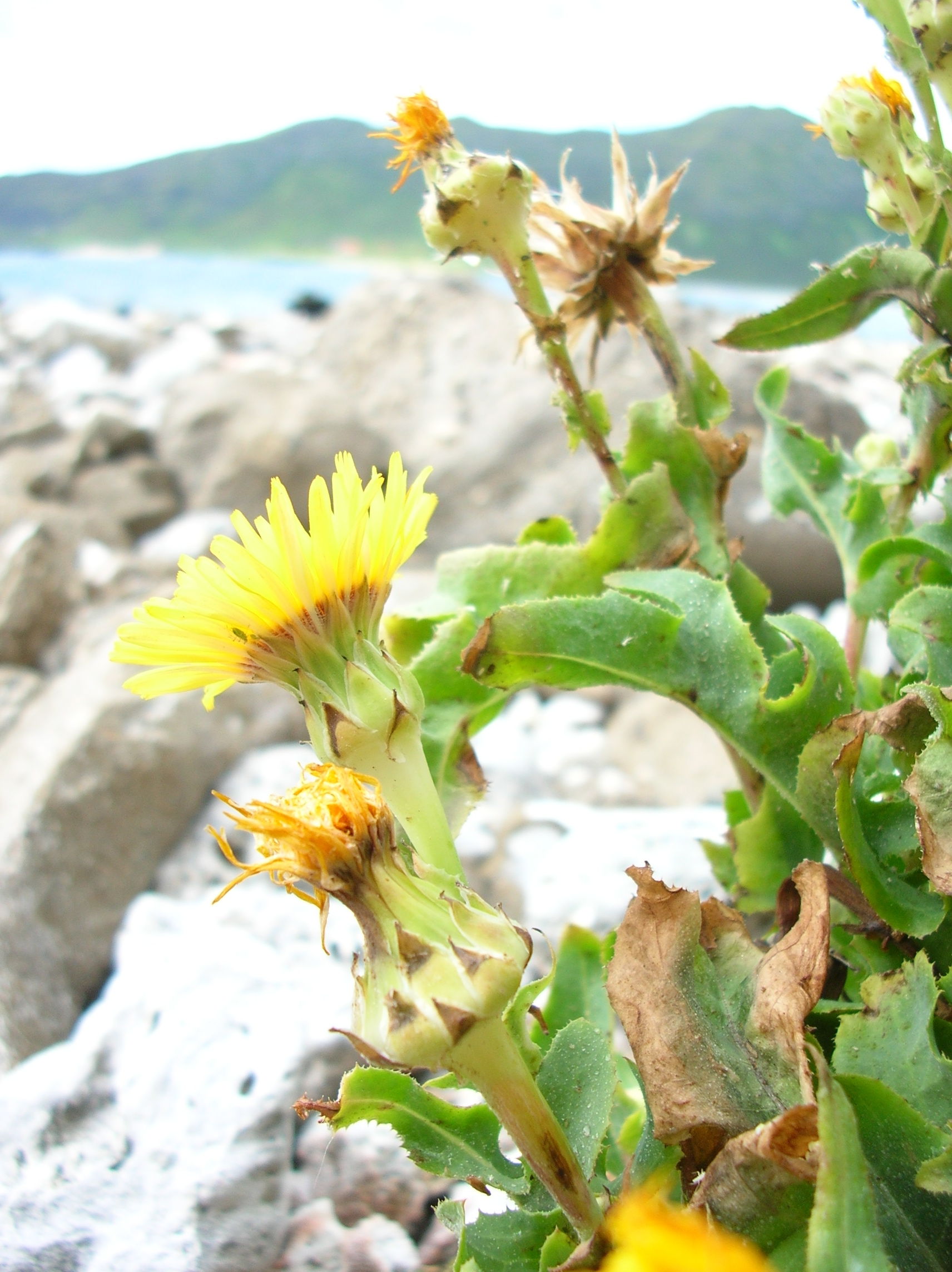
Hábitat